# رودريغو بيرغوس
رودريغو بيرغوس (بالإسبانية: Rodrigo Burgos) هو لاعب كرة قدم ومدرب كرة قدم باراغواياني، ولد في 21 يونيو 1989 في Itacurubí de la Cordillera ‏ في باراغواي. شارك مع منتخب الباراغواي تحت 20 سنة لكرة القدم ومنتخب باراغواي لكرة القدم. أما مع النوادي، فقد لعب مع سبورتيفو لوكوينو وسيرو بورتينيو.

## وصلات خارجية
- رودريغو بيرغوس على موقع قاعدة بيانات كرة القدم.إي يو (الإنجليزية)
- رودريغو بيرغوس على موقع ناشيونال فوتبول تيمز (الإنجليزية)
- رودريغو بيرغوس على موقع Soccerway.com (الإنجليزية)
- رودريغو بيرغوس على موقع عالم كرة القدم.نت (الإنجليزية)